# Guzmán el Bueno metróállomás
Guzmán el Bueno metróállomás Spanyolország fővárosában, Madridban a madridi metró 6-os és 7-es vonalán.

## Metróvonalak
Az állomást az alábbi metróvonalak érintik:
- 6-os metróvonal
- 7-es metróvonal

## Kapcsolódó állomások
A metróállomáshoz az alábbi állomások vannak a legközelebb:
- Vicente Aleixandre (Laguna, 6-os metróvonal, belső hurok)
- Francos Rodríguez (Pitis, 7-es metróvonal)
- Cuatro Caminos (Laguna, 6-os metróvonal, külső hurok)
- Islas Filipinas (Hospital del Henares, 7-es metróvonal)